# Kaspar von Rogendorf
Kaspar I. von Rogendorf (auch: von Roggendorf oder Roggendorfer; * 15. Jahrhundert; † 18. Oktober 1506) war Rat und Kämmerer Kaiser Friedrichs III. (reg. 1452–93) und diente ihm als Heerführer im Kampf gegen den ungarischen König Matthias Corvinus (reg. 1458–90). Aufgrund seiner Verdienste wurde er in den Freiherrenstand erhoben und war ab 1501 Mitglied des Regiments (= Regierung) der „niederösterreichischen“ Länder.

## Leben
Kaspar von Rogendorf entstammte der steirischen Ritterfamilie der Rogendorf, die seit der Mitte des 15. Jahrhunderts in Österreich unter der Enns, wie Niederösterreich damals genannt wurde, ansässig war. Er begann seinen Aufstieg als Verwalter verschiedener Mauten und Kriegsmann Kaiser Friedrichs III. Kaspar machte rasch Karriere und bekleidete zahlreiche Ämter, sodass er ausgedehnte Herrschaften erwerben und zu großem Reichtum gelangen konnte. Sein Geschlecht nahm im westlichen Waldviertel schon bald eine fast fürstliche Stellung ein, obwohl es lediglich in den Freiherrenstand erhoben worden war.
Seit etwa 1475 war Kaspar von Rogendorf Kämmerer, 1477 wurde er kaiserlicher Truchsess, 1479 Pfleger der landesfürstlichen Burg Werfenstein. Wohl schon 1475 hatte er die Herrschaft Rosenburg am Kamp erworben (welche er 1487 an die Gebrüder Jakob und Christoph Grabner verkaufte), 1478 war Pöggstall gefolgt, 1479 Ottenschlag und 1480, dem Jahr, in dem er zusammen mit seinem Bruder Balthasar in den Freiherrenstand erhoben worden war, die Herrschaft Weitenegg.
1484 war Kaspar von Rogendorf einer der Armeeführer Kaiser Friedrichs III. in der Schlacht bei Leitzersdorf, die mit einer Niederlage der kaiserlichen Armee gegen die Truppen des Ungarnkönigs endete. Nachdem Friedrich III. gestorben war, diente Rogendorf, der ein versierter Finanzfachmann war, auch dessen Sohn Maximilian I. (König seit 1486; Kaiser seit 1508), von dem er in die neu errichteten landesfürstlichen Rechenkammern beordert wurde. In den letzten fünf Jahren seines Lebens war er zudem Mitglied des Regiments der „niederösterreichischen“ Ländergruppe. Kaspar ist in der von ihm erbauten Schloßkirche St. Anna in Pöggstall begraben.
Von Rogendorfs Söhne Wilhelm (1481–1541), Georg und Wolfgang (1483–1540) erlangten, vor allem der erstgenannte als kaiserlicher Heerführer und – neben Niklas Graf Salm (1459–1530) – als Verteidiger Wiens, während der Türkenbelagerung von 1529 Bekanntheit.